# Congratulations : 50 ans du Concours Eurovision de la chanson
Songs of Europe Eurovision Song Contest's Greatest Hits
Congratulations : 50 ans du Concours Eurovision de la chanson (en anglais : Congratulations: 50 Years of the Eurovision Song Contest) est une émission de télévision organisée par l'Union européenne de radio-télévision pour célébrer le cinquantième anniversaire du Concours Eurovision de la chanson et déterminer la meilleure chanson ayant été présentée au concours durant ces cinquante années. 
Congratulations s'est déroulée le samedi 22 octobre 2005, à Copenhague, au Danemark. Le titre a été remporté par le groupe ABBA, avec la chanson Waterloo.

## Organisation
En juin 2004, l'UER annonce son intention d’organiser, en collaboration avec la BBC, un concert au Royal Albert Hall de Londres pour fêter les cinquante ans de l’Eurovision. L’Union doit cependant changer ses plans et, en octobre 2004, confirme qu’une cérémonie spéciale, organisée par la télévision publique danoise, se tiendra à Copenhague, le samedi 22 octobre 2005.
Cette cérémonie est baptisée Congratulations (Félicitations), d’après le titre de la chanson de Cliff Richard, avec laquelle il avait concouru en 1968 et terminé deuxième.

## Pays participants
Trente-deux pays diffusèrent l'émission en direct et participèrent au vote. Deux des « Big Four » (les quatre plus importants contributeurs financiers de l’Union), la France et le Royaume-Uni, ne participèrent pas à l’évènement.
Congratulations fut également diffusé en différé en Albanie, en Arménie, en Australie et au Kosovo.

## Finalistes
En mai 2005, l'UER lança un grand sondage sur son site Internet www.eurovision.tv, pour déterminer les dix premières chansons finalistes. Chaque internaute put voter pour ses deux chansons préférées de chaque décennie du concours (1956-1965, 1966-1975, 1976-1985, 1986-1995 et 1996-2005). Quatre finalistes supplémentaires furent choisis par le Groupe de Référence de l’Union. 
Les noms des finalistes furent révélés le 16 juin 2005. Sur les quatorze chansons, onze avaient remporté le concours, deux avaient terminé deuxième et une seule, troisième. L’Irlande et le Royaume-Uni furent les seuls pays à avoir deux chansons parmi les finalistes. Johnny Logan était le seul artiste à avoir été retenu deux fois.
| Ordre | Chanson                      | Artiste(s)         | Auteur(s) / Compositeur(s)                       | Année | Pays        | Place |
| ----- | ---------------------------- | ------------------ | ------------------------------------------------ | ----- | ----------- | ----- |
| 01    | Congratulations              | Cliff Richard      | Phil Coulter, Bill Martin                        | 1968  | Royaume-Uni | 2e    |
| 02    | What's Another Year          | Johnny Logan       | Shay Healy                                       | 1980  | Irlande     | 1er   |
| 03    | Diva                         | Dana International | Yoav Ginai, Svika Pik                            | 1998  | Israël      | 1er   |
| 04    | Eres tú                      | Mocedades          | Juan Carlos Calderón                             | 1973  | Espagne     | 2e    |
| 05    | Ein bißchen Frieden          | Nicole             | Ralph Siegel, Bernd Meinunger                    | 1982  | Allemagne   | 1er   |
| 06    | Nel blu dipinto di blu       | Domenico Modugno   | Domenico Modugno, Franco Migliacci               | 1958  | Italie      | 3e    |
| 07    | Waterloo                     | ABBA               | Benny Andersson, Björn Ulvaeus, Stikkan Anderson | 1974  | Suède       | 1er   |
| 08    | Fly on the Wings of Love     | Olsen Brothers     | Jørgen Olsen                                     | 2000  | Danemark    | 1er   |
| 09    | Poupée de cire poupée de son | France Gall        | Serge Gainsbourg                                 | 1965  | Luxembourg  | 1er   |
| 10    | Everyway That I Can          | Sertab Erener      | Sertab Erener, Demir Demirkan                    | 2003  | Turquie     | 1er   |
| 11    | Ne partez pas sans moi       | Céline Dion        | Nella Martinetti, Atilla Şereftuğ                | 1988  | Suisse      | 1er   |
| 12    | Hold Me Now                  | Johnny Logan       | Johnny Logan                                     | 1987  | Irlande     | 1er   |
| 13    | Save Your Kisses for Me      | Brotherhood of Man | Tony Hiller, Lee Sheriden, Martin Lee            | 1976  | Royaume-Uni | 1er   |
| 14    | My Number One                | Helena Paparizou   | Christos Dantis, Natalia Germanou                | 2005  | Grèce       | 1er   |

## Format
Congratulations eut lieu au Forum Arena de Copenhague, salle d’exposition inaugurée en 1926. 6500 spectateurs étaient présents dans les gradins.
La scène était de forme trapézoïdale et de couleur blanche. Elle comportait deux niveaux et son sol était composé de formes géométriques imbriquées. L’accès à la scène se faisait via deux rampes suspendues, situées à l’arrière gauche et à l’arrière droite. Le décor se composait de plusieurs écrans LED. L’orchestre était installé à gauche du podium. Enfin, la scène était bordée par une plate-forme dont partaient deux rampes, permettant de la quitter. Un espace circulaire décoré d’une étoile et placé sur cette plate-forme accueillait les présentateurs.
Les présentateurs de la soirée furent les chanteurs Katrina Leskanich et Renārs Kaupers. La première avait remporté le concours en 1997, pour le Royaume-Uni, avec son groupe Katrina and the Waves. Le second avait concouru en 2000, pour la Lettonie, avec son groupe Brainstorm. Il avait terminé troisième et en 2002, était revenu pour présenter le concours, organisé à Riga. 
Un chœur de quatre personnes se tint sur la scène tout au long de la cérémonie. Il était composé d’Eimear Quinn (vainqueur en 1996), Charlie McGettigan (vainqueur en 1994), Jakob Sveistrup (neuvième en 2005) et Linda Martin (deuxième en 1984, vainqueur en 1992).
L'UER commercialisa simultanément un double CD et un double DVD reprenant tous les vainqueurs du concours et une sélection d’autres chansons marquantes.
La retransmission dura près de deux heures et cinquante minutes.

## Ouverture
La cérémonie s’ouvrit par une vidéo de Cliff Richard se remémorant sa participation en 1968 et sa deuxième place. Il expliqua que l’Eurovision était une formidable opportunité pour tous les artistes et conclut en souhaitant cinquante années de plus au concours. S’ensuivit un montage vidéo présentant les quatorze finalistes et un premier medley.
Medley
| Année | Pays        | Chanson                                   | Artiste(s)                  | Place |
| ----- | ----------- | ----------------------------------------- | --------------------------- | ----- |
| 1968  | Royaume-Uni | Congratulations                           | Cliff Richard               | 2e    |
| 1975  | Pays-Bas    | Ding-A-Dong                               | Teach-In                    | 1er   |
| 1978  | Israël      | A-Ba-Ni-Bi                                | Izhar Cohen & The Alphabeta | 1er   |
| 1991  | France      | C'est le dernier qui a parlé qui a raison | Amina                       | 2e    |
| 1979  | Allemagne   | Dschinghis Khan                           | Dschinghis Khan             | 4e    |
| 1997  | Royaume-Uni | Love Shine a Light                        | Katrina and the Waves       | 1er   |

Le medley d’ouverture se conclut par l’entrée en scène de Katrina Leskanich, accompagnée par les porte-drapeaux des pays participants. Elle prononça la phrase rituelle « Good evening, Europe ! ». Elle fut interrompue dans ses explications par Renārs Kaupers, apparemment en retard. Ce dernier lui offrit une fleur pour se faire pardonner. Leur dialogue se composait de titres de chansons ayant participé au concours.
Leskanich et Kaupers firent ensuite les présentations d’usage. Ils saluèrent les anciens vainqueurs et participants présents dans la salle. Enfin, ils présentèrent les choristes et les chansons finalistes.

## Déroulement
Chaque finaliste fut présenté par un ancien vainqueur.
| Ordre | Chanson                      | Artiste(s) introducteur(s)         |
| ----- | ---------------------------- | ---------------------------------- |
| 01    | Congratulations              | Carola                             |
| 02    | What's Another Year          | Massiel                            |
| 03    | Diva                         | Katrina Leskanich & Renārs Kaupers |
| 04    | Eres tú                      | Dana International                 |
| 05    | Ein bißchen Frieden          | Anne-Marie David                   |
| 06    | Nel blu dipinto di blu       | Sandra Kim                         |
| 07    | Waterloo                     | Bobbysocks                         |
| 08    | Fly on the Wings of Love     | Katrina Leskanich & Renārs Kaupers |
| 09    | Poupée de cire poupée de son | Emilija Kokić                      |
| 10    | Everyway That I Can          | Marie Myriam                       |
| 11    | Ne partez pas sans moi       | Sertab Erener                      |
| 12    | Hold Me Now                  | Katrina Leskanich & Renārs Kaupers |
| 13    | Save Your Kisses for Me      | Cheryl Baker                       |
| 14    | My Number One                | Lys Assia                          |

Les quatorze chansons furent jouées en direct. La caméra alterna entre des vues de la prestation d’époque et des vues du ballet interprété sur la scène. Seule Helena Paparizou interpréta sa chanson en direct et en entièreté. 
À la fin de leur chanson, Dana International, les Mocedades, les Olsen Brothers, Sertab Erener, Johnny Logan et les Brotherhood of Man montèrent sur scène pour saluer le public. Cliff Richard et Nicole apparurent dans des vidéos pré-enregistrées et remercièrent les spectateurs. 
Dans le cours du programme, plusieurs artistes vinrent interpréter une de leurs compositions. Johnny Logan (vainqueur en 1980, 1987 et 1992) chanta When A Woman Loves A Man. Ronan Keating (présentateur en 1997) chanta Life Is A Rollercoaster. Les Olsen Brothers (vainqueurs en 2000) chantèrent Walk Right Back. Le groupe finlandais Mieskuoro Huutajat chanta un chœur a cappella. Et Riverdance revint interpréter le numéro d'entracte de l'édition 1994 du concours.

## Compilations
Durant la cérémonie, les présentateurs lancèrent six compilations vidéo, présentant chacune des moments marquants du concours, classés par genre.
Vainqueurs
| Année | Pays        | Chanson                 | Artiste(s)              |
| ----- | ----------- | ----------------------- | ----------------------- |
| 1956  | Suisse      | Refrain                 | Lys Assia               |
| 1959  | Pays-Bas    | Een beetje              | Teddy Scholten          |
| 1963  | Danemark    | Dansevise               | Grethe & Jørgen Ingmann |
| 1966  | Autriche    | Merci, Chérie           | Udo Jürgens             |
| 1969  | Espagne     | Vivo cantando           | Salomé                  |
| 1970  | Irlande     | All Kinds of Everything | Dana                    |
| 1973  | Luxembourg  | Tu te reconnaîtras      | Anne-Marie David        |
| 1977  | France      | L'Oiseau et l'Enfant    | Marie Myriam            |
| 1981  | Royaume-Uni | Making Your Mind Up     | Bucks Fizz              |
| 1984  | Suède       | Diggi-Loo Diggi-Ley     | Herreys                 |
| 1993  | Irlande     | In Your Eyes            | Niamh Kavanagh          |
| 1995  | Norvège     | Nocturne                | Secret Garden           |
| 1999  | Suède       | Take Me to Your Heaven  | Charlotte Nilsson       |
| 2002  | Lettonie    | I Wanna                 | Marie N                 |

Inoubliables
| Année | Pays        | Chanson                          | Artiste(s)                               | Place |
| ----- | ----------- | -------------------------------- | ---------------------------------------- | ----- |
| 1980  | Norvège     | Sámiid ædnan                     | Sverre Kjelsberg & Mattis Hætta          | 16e   |
| 1981  | Royaume-Uni | Making Your Mind Up              | Bucks Fizz                               | 1er   |
| 2000  | Allemagne   | Wadde hadde dudde da             | Stefan Raab                              | 5e    |
| 1980  | Belgique    | Euro-vision                      | Telex                                    | 17e   |
| 2000  | Israël      | Sameach                          | Ping Pong                                | 22e   |
| 2005  | Ukraine     | Razom nas bahato                 | GreenJolly                               | 20e   |
| 2002  | Lettonie    | I Wanna                          | Marie N                                  | 1er   |
| 2002  | Slovénie    | Samo ljubezen                    | Sestre                                   | 13e   |
| 1997  | Islande     | Minn hinsti dans                 | Paul Oscar                               | 20e   |
| 2005  | Norvège     | In My Dreams                     | Wig Wam                                  | 9e    |
| 1976  | Finlande    | Pump-Pump                        | Fredi & Ystävät                          | 11e   |
| 1973  | Belgique    | Baby, Baby                       | Nicole & Hugo                            | 17e   |
| 1981  | Autriche    | Wenn du da bist                  | Marty Brem                               | 17e   |
| 1987  | Israël      | Shir Habatlanim                  | Datner & Kushnir                         | 8e    |
| 1991  | Yougoslavie | Brazil                           | Baby Doll                                | 21e   |
| 2000  | Suède       | When Spirits Are Calling My Name | Roger Pontare                            | 7e    |
| 1979  | Suisse      | Trödler & Co.                    | Peter, Sue & Marc & Pfuri, Gorps & Kniri | 10e   |
| 1994  | France      | Je suis un vrai garçon           | Nina Morato                              | 7e    |
| 1998  | Allemagne   | Guildo hat euch lieb!            | Guildo Horn                              | 7e    |
| 2005  | Moldavie    | Boonika bate toba                | Zdob și Zdub                             | 6e    |
| 2003  | Autriche    | Weil der Mensch zählt            | Alf Poier                                | 6e    |
| 1957  | Danemark    | Skibet skal sejle i nat          | Gustav Winckler & Birthe Wilke           | 3e    |

Cette compilation comportait en outre les images du faux incident de 1985, durant lequel la présentatrice Lill Lindfors perdit le bas de sa robe. Elle se terminait par le plus long baiser de l’histoire du concours, échangé en 1957 entre Gustav Winckler et Birthe Wilke. Alors que Leskanich et Kaupers tentaient de le reproduire, Wilke apparut sur la scène pour les en empêcher, en s’écriant : « This is MY kiss ! »
Artistes masculins
| Année | Pays        | Chanson                         | Artiste(s)       | Place |
| ----- | ----------- | ------------------------------- | ---------------- | ----- |
| 1961  | France      | Printemps                       | Jean-Paul Mauric | 4e    |
| 1962  | Espagne     | Llamame                         | Victor Balaguer  | 13e   |
| 1969  | Belgique    | Jennifer Jennings               | Louis Neefs      | 7e    |
| 1968  | Norvège     | Stress                          | Odd Børre        | 13e   |
| 1970  | Espagne     | Gwendolyne                      | Julio Iglesias   | 4e    |
| 1967  | Finlande    | Varjoon-Suojaan                 | Fredi            | 12e   |
| 1982  | Pays-Bas    | Jij en ik                       | Bill van Dijk    | 16e   |
| 1962  | Royaume-Uni | Ring-A-Ding Girl                | Ronnie Carroll   | 4e    |
| 1965  | Italie      | Se piangi, se ridi              | Bobby Solo       | 5e    |
| 1974  | Israël      | Natati la khayay                | Poogy            | 16e   |
| 1973  | Belgique    | Baby Baby                       | Nicole & Hugo    | 17e   |
| 1974  | Belgique    | Fleur de liberté                | Jacques Hustin   | 9e    |
| 1976  | Luxembourg  | Chansons pour ceux qui s'aiment | Jürgen Marcus    | 14e   |
| 1957  | Autriche    | Wohin, kleines Pony?            | Bob Martin       | 10e   |
| 1980  | Italie      | Non so che darei                | Alan Sorrenti    | 6e    |
| 1966  | Irlande     | Come Back to Stay               | Dickie Rock      | 4e    |
| 1980  | Suède       | Just nu                         | Tomas Ledin      | 10e   |
| 1959  | Autriche    | Der K und K Kalypso aus Wien    | Ferry Graf       | 9e    |
| 1995  | Russie      | Kolibelnaya dlya vulkana        | Philipp Kirkorov | 17e   |
| 1980  | Danemark    | Tænker altid på dig             | Bamses Venner    | 14e   |
| 1991  | Autriche    | Venedig im regen                | Thomas Forstner  | 22e   |
| 1986  | Islande     | Gledibankinn                    | ICY              | 16e   |
| 1975  | Malte       | Singing This Song               | Renato           | 12e   |

Chorégraphies
| Année | Pays        | Chanson                             | Artiste(s)                     | Place |
| ----- | ----------- | ----------------------------------- | ------------------------------ | ----- |
| 1959  | Allemagne   | Heute Abend wollen wir tanzen geh'n | Alice & Ellen Kessler          | 8e    |
| 1983  | Belgique    | Rendez-vous                         | Pas de deux                    | 18e   |
| 1966  | Danemark    | Stop, mens legen er go              | Ulla Pia                       | 14e   |
| 1987  | Turquie     | Şarkım sevgi üstüne                 | Seyyal Taner & Lokomotif       | 22e   |
| 1977  | Allemagne   | Telegram                            | Silver Convention              | 8e    |
| 1982  | Royaume-Uni | One Step Further                    | Bardo                          | 7e    |
| 197   | Autriche    | Boom boom boomerang                 | Schmetterlinge                 | 17e   |
| 1978  | Luxembourg  | Parlez-vous français ?              | Baccara                        | 7e    |
| 1979  | Allemagne   | Dschinghis Khan                     | Dschinghis Khan                | 4e    |
| 1982  | Autriche    | Sonntag                             | Mess                           | 9e    |
| 1977  | Espagne     | Enséñame a cantar                   | Micky                          | 9e    |
| 1981  | Danemark    | Krøller eller ej                    | Tommy Seebach & Debbie Cameron | 11e   |
| 1973  | Belgique    | Baby Baby                           | Nicole & Hugo                  | 17e   |
| 1983  | Royaume-Uni | I'm Never Giving Up                 | Sweet Dreams                   | 6e    |
| 1983  | Danemark    | Kloden drejer                       | Gry Johansen                   | 17e   |
| 1985  | Suède       | Bra vibrationer                     | Kikki Danielsson               | 3e    |
| 1982  | Portugal    | Bem bom                             | Doce                           | 13e   |
| 1986  | Norvège     | Romeo                               | Ketil Stokkan                  | 12e   |
| 1969  | Irlande     | The Wages of Love                   | Muriel Day                     | 7e    |
| 2002  | Grèce       | S.A.G.A.P.O.                        | Michalis Rakintzis             | 17e   |
| 2004  | France      | À chaque pas                        | Jonatan Cerrada                | 15e   |
| 1983  | Yougoslavie | Džuli                               | Danijel                        | 4e    |
| 1987  | Royaume-Uni | Only the Light                      | Rikki                          | 13e   |
| 2004  | Grèce       | Shake it                            | Sakis Rouvas                   | 3e    |
| 1966  | Pays-Bas    | Fernando en Filippo                 | Milly Scott                    | 15e   |

Artistes féminines
| Année | Pays        | Chanson                        | Artiste(s)         | Place |
| ----- | ----------- | ------------------------------ | ------------------ | ----- |
| 1963  | Suède       | En gang i Stockholm            | Monica Zetterlund  | 13e   |
| 1961  | Espagne     | Estando contigo                | Conchita Bautista  | 9e    |
| 1990  | Espagne     | Bandido                        | Azucar Moreno      | 5e    |
| 1975  | Allemagne   | Ein Lied kann eine Brücke sein | Joy Fleming        | 17e   |
| 1993  | Pays-Bas    | Vrede                          | Ruth Jacott        | 6e    |
| 1991  | Grèce       | I anixi                        | Sophia Vossou      | 13e   |
| 1983  | Espagne     | ¿Quién maneja mi barca?        | Remedios Amaya     | 19e   |
| 1996  | Royaume-Uni | Ooh Aah... Just a Little Bit   | Gina G             | 8e    |
| 1997  | Russie      | Primadonna                     | Alla Pougatcheva   | 15e   |
| 1966  | Norvège     | Intet er nytt under solen      | Åse Kleveland      | 3e    |
| 1967  | Monaco      | Boum badaboum                  | Minouche Barelli   | 5e    |
| 1969  | Portugal    | Desfolhada portuguesa          | Simone de Oliveira | 15e   |
| 1965  | Espagne     | ¡Qué bueno, qué bueno!         | Conchita Bautista  | 15e   |
| 2002  | Croatie     | Everything I Want              | Vesna Pisarović    | 11e   |
| 2003  | Grèce       | Never Let You Go               | Mando              | 17e   |
| 1973  | Belgique    | Baby Baby                      | Nicole & Hugo      | 17e   |
| 1976  | Norvège     | Mata-Hari                      | Anne-Karine Strøm  | 18e   |
| 1967  | France      | Il doit faire beau là-bas      | Noëlle Cordier     | 3e    |
| 1992  | Italie      | Rapsodia                       | Mia Martini        | 4e    |
| 1999  | Croatie     | Marija Magdalena               | Doris Dragović     | 4e    |
| 1966  | Portugal    | Ele e ela                      | Madalena Iglésias  | 13e   |
| 1971  | Monaco      | Un banc, un arbre, une rue     | Séverine           | 1er   |
| 1965  | Pays-Bas    | 't Is Genoeg                   | Conny Vandenbos    | 11e   |
| 1988  | Portugal    | Voltarei                       | Dora               | 18e   |

Deuxièmes places
| Année | Pays        | Chanson                                   | Artiste(s)                       |
| ----- | ----------- | ----------------------------------------- | -------------------------------- |
| 1976  | France      | Un, deux, trois                           | Catherine Ferry                  |
| 1972  | Royaume-Uni | Beg, Steal Or Borrow                      | The New Seekers                  |
| 1961  | Royaume-Uni | Are You Sure?                             | The Allisons                     |
| 1979  | Espagne     | Su canción                                | Betty Missiego                   |
| 1987  | Allemagne   | Laß die Sonne in dein Herz                | Wind                             |
| 1991  | France      | C'est le dernier qui a parlé qui a raison | Amina                            |
| 1981  | Allemagne   | Johnny Blue                               | Lena Valaitis                    |
| 1982  | Israël      | Hora                                      | Avi Toledano                     |
| 1963  | Suisse      | T'en va pas                               | Esther Ofarim                    |
| 1995  | Espagne     | Vuelve conmigo                            | Anabel Conde                     |
| 1958  | Suisse      | Giorgio                                   | Lys Assia                        |
| 1999  | Islande     | All Out of Luck                           | Selma                            |
| 1990  | France      | White and Black Blues                     | Joëlle Ursull                    |
| 1966  | Suède       | Nygammal vals                             | Lill Lindfors & Svante Thuresson |
| 2001  | Danemark    | Never Ever Let You Go                     | Rollo & King                     |
| 1996  | Norvège     | I evighet                                 | Elisabeth Andreassen             |

Quatre de ses compilations comportaient la célèbre performance des représentants belges Nicole & Hugo, qui avaient concouru en 1973. À la fin de la cérémonie et sur la demande pressante de Leskanich et Kaupers, Nicole & Hugo montèrent sur scène et interprétèrent leur chanson dans leur costume d’époque.

## Medleys
Trois medleys spéciaux furent interprétés en direct durant la cérémonie.
Favoris
| Année | Pays        | Chanson                | Place | Interprète original | Nouvel interprète  |
| ----- | ----------- | ---------------------- | ----- | ------------------- | ------------------ |
| 1978  | Luxembourg  | Parlez-vous français ? | 7e    | Baccara             | Dana International |
| 1983  | Suède       | Främling               | 3e    | Carola              | /                  |
| 2000  | Russie      | Solo                   | 2e    | Alsou               | /                  |
| 2001  | Malte       | Another Summer Night   | 9e    | Fabrizio Faniello   | /                  |
| 1967  | Luxembourg  | L'amour est bleu       | 4e    | Vicky Leandros      | Marie Myriam       |
| 1975  | Royaume-Uni | Let Me Be The One      | 2e    | The Shadows         | Richard Herrey     |
| 1989  | Danemark    | Vi maler byen rød      | 3e    | Birthe Kjær         | Tomas Thordarson   |

Vainqueurs
| Année | Pays        | Chanson             | Interprète original         | Nouvel interprète |
| ----- | ----------- | ------------------- | --------------------------- | ----------------- |
| 1979  | Israël      | Hallelujah          | Gali Atari & Milk and Honey | Gali Atari        |
| 1985  | Norvège     | La det swinge       | Bobbysocks                  | /                 |
| 1972  | Luxembourg  | Après toi           | Vicky Leandros              | Anne-Marie David  |
| 1956  | Suisse      | Refrain             | Lys Assia                   | /                 |
| 1964  | Italie      | Non ho l'età        | Gigliola Cinquetti          | Sandra Kim        |
| 1981  | Royaume-Uni | Making Your Mind Up | Bucks Fizz                  | /                 |

Choristes
| Année | Pays     | Chanson            | Place | Interprète original                  | Nouvel interprète                    |
| ----- | -------- | ------------------ | ----- | ------------------------------------ | ------------------------------------ |
| 1996  | Irlande  | The Voice          | 1er   | Eimear Quinn                         | /                                    |
| 1994  | Irlande  | Rock 'n' Roll Kids | 1er   | Paul Harrington & Charlie McGettigan | Charlie McGettigan & Jakob Sveistrup |
| 2005  | Danemark | Talking to You     | 9e    | Jakob Sveistrup                      | /                                    |
| 1992  | Irlande  | Why Me?            | 1er   | Linda Martin                         | /                                    |

## Vote
Le vote fut déterminé à moitié par un jury professionnel et par télévote. Les résultats complets ne furent annoncés qu'après la cérémonie. Au total, 2,5 millions de votes téléphoniques furent enregistrés.

## Première manche
Chaque pays attribua 1, 2, 3, 4, 5, 6, 7, 8, 10 et 12 points à ses dix chansons préférées. Les cinq chansons arrivées en tête se qualifièrent pour la seconde manche. 
| Ordre | Chanson                      | Points | Place |
| ----- | ---------------------------- | ------ | ----- |
| 01    | Congratulations              | 105    | 8     |
| 02    | What's Another Year          | 74     | 12    |
| 03    | Diva                         | 39     | 13    |
| 04    | Eres tú                      | 90     | 11    |
| 05    | Ein bißchen Frieden          | 106    | 7     |
| 06    | Nel blu dipinto di blu       | 200    | 2     |
| 07    | Waterloo                     | 331    | 1     |
| 08    | Fly on the Wings of Love     | 111    | 6     |
| 09    | Poupée de cire poupée de son | 37     | 14    |
| 10    | Everyway That I Can          | 104    | 9     |
| 11    | Ne partez pas sans moi       | 98     | 10    |
| 12    | Hold Me Now                  | 182    | 3     |
| 13    | Save Your Kisses for Me      | 154    | 5     |
| 14    | My Number One                | 167    | 4     |

## Seconde manche
Chaque pays attribua 6, 7, 8, 10 et 12 points aux cinq chansons. La chanson arrivée en tête fut déclarée meilleure chanson à avoir été présentée à l’Eurovision, durant ces cinquante dernières années.
Le vainqueur final fut donc la chanson Waterloo, interprétée par le groupe ABBA et qui avait remporté la victoire pour la Suède en 1974. Le groupe avait ensuite connu un immense succès commercial partout dans le monde et vendu plus de 370 millions de disques. 
Aucun des quatre membres d’ABBA n’était présent ce soir-là. Le prix spécial fut donc remis à Marten Aglander, représentant d'Universal Music en Suède. Il le remit lui-même, la semaine suivante, à Benny Andersson et Bjorn Ulvaeus.
| Ordre | Chanson                 | Points | Place |
| ----- | ----------------------- | ------ | ----- |
| 01    | Nel blu dipinto di blu  | 267    | 2     |
| 02    | Waterloo                | 329    | 1     |
| 03    | Hold Me Now             | 262    | 3     |
| 04    | Save Your Kisses for Me | 230    | 5     |
| 05    | My Number One           | 245    | 4     |

## Télédiffuseurs
| Pays                 | Télédiffuseur(s)    | Commentateur(s)                                |
| -------------------- | ------------------- | ---------------------------------------------- |
| Allemagne            | Das Erste           | Peter Urban                                    |
| Andorre              | RTVA                | Meri Picart                                    |
| Autriche             | ORF                 | Andi Knoll                                     |
| Belgique             | RTBF                | Jean-Pierre Hautier                            |
| Belgique             | VRT                 | André Vermeulen & Anja Daems                   |
| Bosnie-Herzégovine   | BHRT                | Dino Merlin                                    |
| Chypre               | CyBC                | Evi Papamichail                                |
| Croatie              | HRT                 | Aleksandar Kostadinov                          |
| Danemark             | DR                  | Jørgen de Mylius                               |
| Espagne              | TVE                 | Beatriz Pécker & José María Íñigo              |
| Finlande             | YLE                 | Jaana Pelkonen & Heikki Seppälä                |
| Grèce                | ERT                 | Alexandra Pascalidou                           |
| Hongrie              | MTV                 | ?                                              |
| Irlande              | RTÉ                 | Marty Whelan                                   |
| Islande              | RÚV                 | Gísli Marteinn Baldursson                      |
| Israël               | IBA                 | pas de commentateur                            |
| Lettonie             | LTV                 | Marija Naumova                                 |
| Lituanie             | LRT                 | ?                                              |
| Macédoine            | MRT                 | ?                                              |
| Malte                | PBS                 | pas de commentateur                            |
| Monaco               | TMC                 | Bernard Montiel & Églantine Éméyé              |
| Norvège              | NRK                 | Nadia Hasnaoui & Jahn Teigen                   |
| Pays-Bas             | TROS                | Willem van Beusekom                            |
| Pologne              | TVP                 | Artur Orzech                                   |
| Portugal             | RTP                 | Eládio Climaco                                 |
| Roumanie             | TVR                 | ?                                              |
| Russie               | C1R                 | Yelena Batinova                                |
| Serbie-et-Monténégro | RTS                 | Duška Vučinić-Lučić                            |
| Serbie-et-Monténégro | RTCG                | ?                                              |
| Slovénie             | RTVSLO              | Andrej Hofer                                   |
| Suède                | SVT                 | Pekka Heino                                    |
| Suisse               | SRG SSR idée suisse | Sandra Studer, Serge Moisson & Sandy Altermatt |
| Turquie              | TRT                 | Bülend Özveren                                 |
| Ukraine              | NTU                 | Pavlo Shylko                                   |